# Frédéric Sumeire
Frédéric Sumeire est un nageur né le 25 mars 1961. Élève du Lycée de Font-Romeu de 1974 à 1977, puis nageur de l'Insep de 1977 à 1982.
Il a remporté de nombreux titres de champion de France en Minimes, Cadets, Junior (capitaine) et Senior. 14 sélections en Équipe de France. Il a participé à la Coupe Latine de 1979 à Rio et à la Coupe d'Europe la même année.